# المعارف (صحيفة)
صحيفة المعارف هي صحيفة يومية عربية تصدر في مصر منذ عام 1963.

## التاريخ والملف الشخصي
تأسست المعارف في عام 1963. تعد الصحيفة إحدى المطبوعات المملوكة للدولة في البلاد.

## طالع أيضًا
- قائمة الصحف في مصر